# Centraugaptilus pyramidalis
Centraugaptilus pyramidalis är en kräftdjursart som beskrevs av Tanaka och Omori 1971. Centraugaptilus pyramidalis ingår i släktet Centraugaptilus och familjen Augaptilidae. Inga underarter finns listade i Catalogue of Life.